# Tronjheim
Tronjheim es una ciudad ficticia de la saga El legado de Christopher Paolini.
La ciudad está justo en el fondo del cráter de Farthen Dûr, un gran volcán inactivo en el centro de las montañas Beor. Tiene la forma de una pequeña montaña, porque de hecho está excavada sobre el pináculo central del cráter. Ha sido la capital de los enanos durante muchos años, y la base de los Vardenos durante los años anteriores a la historia, y en Eragon. En ella está el trono del rey Hrothgar, como el de todos sus antecesores.
La mayor parte de la ciudad está deshabitada, estando ocupados sólo los niveles más bajos. Su gran tamaño permitiría albergar a toda la población de enanos. En la cúspide se encuentra una gran gema tallada por los enanos hace siglos, el Zafiro Estrellado, (Isidar Mithrim), que Arya y Saphira se ven obligadas a destruir durante la Batalla bajo Farthen Dûr, para horror de todos los enanos, que la veneraban. En Eldest Saphira promete usar su magia para repararlo.
- Datos: Q3999686